# Cunfin
Cunfin est une commune française située dans le département de l'Aube, en région Grand Est.

## Géographie

### Localisation
Cunfin compte 25 hectares d'appellation d'origine contrôlée champagne. Son altitude minimale est de 209 mètres, l'église se situe à 257 mètres.
Il est sur la voie romaine de Lasticum à Bar-sur-Aube ou voie de Bar.

### Hydrographie
La commune est dans la région hydrographique « la Seine de sa source au confluent de l'Oise (exclu) » au sein du bassin Seine-Normandie. Elle est drainée par le Landion, le ruisseau de Beaumont, le Fossé 01 de la Tête au Loup et divers autres petits cours d'eau,.
Le Landion, d'une longueur de 11 km, prend sa source dans la commune  et se jette  dans l'Ource à Verpillières-sur-Ource, après avoir traversé deux communes.

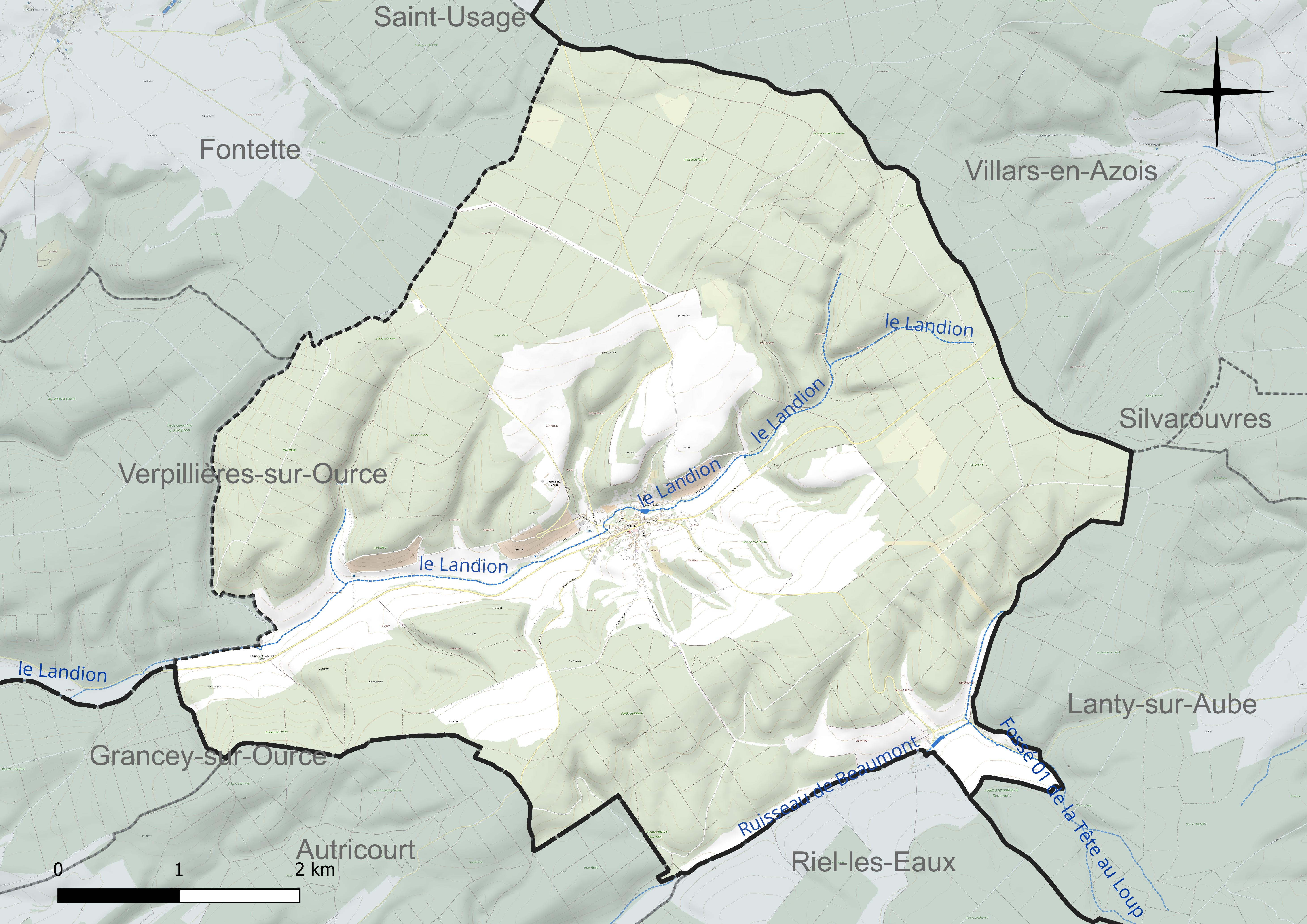
Réseau hydrographique de Cunfin.

### Climat
Pour des articles plus généraux, voir Climat du Grand Est et Climat de l'Aube.
En 2010, le climat de la commune est de type climat des marges montargnardes, selon une étude du Centre national de la recherche scientifique s'appuyant sur une série de données couvrant la période 1971-2000. En 2020, Météo-France publie une typologie des climats de la France métropolitaine dans laquelle la commune est exposée à un climat océanique altéré et est dans la région climatique Lorraine, plateau de Langres, Morvan, caractérisée par un hiver rude (1,5 °C), des vents modérés et des brouillards fréquents en automne et hiver.
Pour la période 1971-2000, la température annuelle moyenne est de 9,8 °C, avec une amplitude thermique annuelle de 15,7 °C. Le cumul annuel moyen de précipitations est de 869 mm, avec 12,6 jours de précipitations en janvier et 8,8 jours en juillet. Pour la période 1991-2020, la température moyenne annuelle observée sur la station météorologique installée sur la commune est de 11,0 °C et le cumul annuel moyen de précipitations est de 900,4 mm. 
La température maximale relevée sur cette station est de 41 °C, atteinte le 31 juillet 1983 ; la température minimale est de −21 °C, atteinte le 17 janvier 1985,,.
| Mois                                  | jan.            | fév.           | mars           | avril         | mai           | juin          | jui.          | août           | sep.           | oct.            | nov.             | déc.            | année    |
| ------------------------------------- | --------------- | -------------- | -------------- | ------------- | ------------- | ------------- | ------------- | -------------- | -------------- | --------------- | ---------------- | --------------- | -------- |
| Température minimale moyenne (°C)     | 0,3             | 0,4            | 2,7            | 5             | 8,6           | 11,7          | 13,7          | 13,6           | 10,4           | 7,5             | 3,6              | 1,2             | 6,6      |
| Température moyenne (°C)              | 3               | 3,8            | 7,1            | 10,2          | 13,9          | 17,3          | 19,5          | 19,4           | 15,5           | 11,5            | 6,6              | 3,7             | 11       |
| Température maximale moyenne (°C)     | 5,6             | 7,2            | 11,5           | 15,4          | 19,2          | 22,8          | 25,4          | 25,2           | 20,6           | 15,5            | 9,6              | 6,3             | 15,4     |
| Record de froid (°C) date du record   | −21 17.01.1985  | −17 25.02.1986 | −16,4 01.03.05 | −6 12.04.1986 | −1 03.05.1981 | 1,2 04.06.01  | 4 04.07.1984  | 4,2 28.08.1998 | 0,5 29.09.1981 | −5,3 30.10.1997 | −10,9 24.11.1998 | −17,3 20.12.09  | −21 1985 |
| Record de chaleur (°C) date du record | 17,2 05.01.1999 | 23,1 27.02.19  | 25,7 31.03.21  | 30,6 30.04.05 | 32,5 27.05.05 | 36,8 27.06.19 | 41 31.07.1983 | 40,5 12.08.03  | 34,5 14.09.20  | 30,5 02.10.23   | 23,2 07.11.15    | 18,5 16.12.1989 | 41 1983  |
| Précipitations (mm)                   | 81              | 67,9           | 66,6           | 65,1          | 78,7          | 63,9          | 73,4          | 65             | 69,9           | 88              | 87,5             | 93,4            | 900,4    |

| Diagramme climatique                                  |            |             |           |             |              |              |            |              |           |            |            |
| J                                                     | F          | M           | A         | M           | J            | J            | A          | S            | O         | N          | D          |
| 5,60,381                                              | 7,20,467,9 | 11,52,766,6 | 15,4565,1 | 19,28,678,7 | 22,811,763,9 | 25,413,773,4 | 25,213,665 | 20,610,469,9 | 15,57,588 | 9,63,687,5 | 6,31,293,4 |
| Moyennes : • Temp. maxi et mini °C • Précipitation mm |            |             |           |             |              |              |            |              |           |            |            |

Les paramètres climatiques de la commune ont été estimés pour le milieu du siècle (2041-2070) selon différents scénarios d'émission de gaz à effet de serre à partir des nouvelles projections climatiques de référence DRIAS-2020. Ils sont consultables sur un site dédié publié par Météo-France en novembre 2022.

## Urbanisme

### Typologie
Au 1er janvier 2024, Cunfin est catégorisée commune rurale à habitat dispersé, selon la nouvelle grille communale de densité à 7 niveaux définie par l'Insee en 2022.
Elle est située hors unité urbaine et hors attraction des villes,.

### Occupation des sols
L'occupation des sols de la commune, telle qu'elle ressort de la base de données européenne d’occupation biophysique des sols Corine Land Cover (CLC), est marquée par l'importance des forêts et milieux semi-naturels (76,6 % en 2018), une proportion sensiblement équivalente à celle de 1990 (76,9 %). La répartition détaillée en 2018 est la suivante : forêts (73,6 %), terres arables (18,5 %), milieux à végétation arbustive et/ou herbacée (2,9 %), prairies (2,6 %), zones agricoles hétérogènes (1,4 %), zones urbanisées (0,9 %). L'évolution de l’occupation des sols de la commune et de ses infrastructures peut être observée sur les différentes représentations cartographiques du territoire : la carte de Cassini (XVIIIe siècle), la carte d'état-major (1820-1866) et les cartes ou photos aériennes de l'IGN pour la période actuelle (1950 à aujourd'hui).

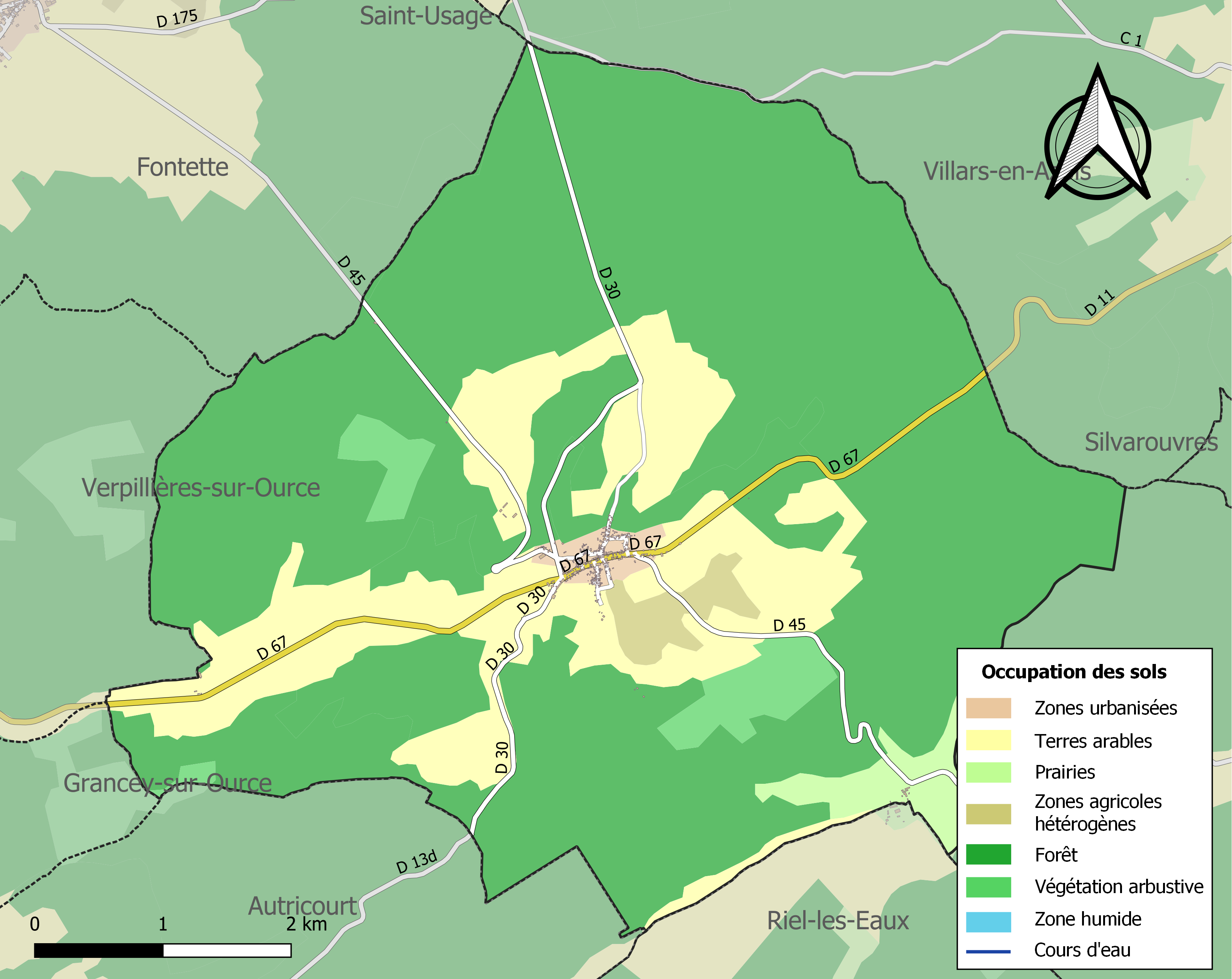
Carte des infrastructures et de l'occupation des sols de la commune en 2018 (CLC).

## Toponymie
Du latin Confinium, de confinis avec le suffixe -ium, (« Contigu, voisin »).

## Histoire
Des cercueils de pierre gallo-romains ont été découverts dans un cimetière où ont été retrouvées des épées et médailles.
Le village est connu comme étant un arrêt de saint Bernard sur le chemin de Molesme à Clairvaux où il fit deux miracles sur un enfant boiteux et une femme aveugle.
En 1789, le village dépendait de l'intendance et de la généralité de Châlons, de l'élection de Bar-sur-Aube, du bailliage principal de Chaumont et du bailliage seigneurial de la Ferté-sur-Aube.

## Politique et administration
| Période                                  | Période  | Identité         | Étiquette | Qualité  |
| ---------------------------------------- | -------- | ---------------- | --------- | -------- |
| mars 2001                                | 2014     | Claude Paris     |           |          |
| mars 2014                                | mai 2020 | Didier Diot      | DVD       | Retraité |
| mai 2020                                 | En cours | Virginie Richard |           |          |
| Les données manquantes sont à compléter. |          |                  |           |          |

## Démographie
L'évolution du nombre d'habitants est connue à travers les recensements de la population effectués dans la commune depuis 1793. Pour les communes de moins de 10 000 habitants, une enquête de recensement portant sur toute la population est réalisée tous les cinq ans, les populations de référence des années intermédiaires étant quant à elles estimées par interpolation ou extrapolation. Pour la commune, le premier recensement exhaustif entrant dans le cadre du nouveau dispositif a été réalisé en 2008.

En 2022, la commune comptait 167 habitants, en évolution de −7,73 % par rapport à 2016 (Aube : +0,7 %, France hors Mayotte : +2,11 %).
| 1793 | 1800 | 1806 | 1821 | 1831  | 1836  | 1841  | 1846  | 1851  |
| ---- | ---- | ---- | ---- | ----- | ----- | ----- | ----- | ----- |
| 797  | 770  | 856  | 989  | 1 119 | 1 174 | 1 211 | 1 252 | 1 247 |

| 1856  | 1861  | 1866 | 1872 | 1876 | 1881 | 1886 | 1891 | 1896 |
| ----- | ----- | ---- | ---- | ---- | ---- | ---- | ---- | ---- |
| 1 011 | 1 027 | 970  | 904  | 894  | 877  | 841  | 764  | 638  |

| 1901 | 1906 | 1911 | 1921 | 1926 | 1931 | 1936 | 1946 | 1954 |
| ---- | ---- | ---- | ---- | ---- | ---- | ---- | ---- | ---- |
| 587  | 580  | 552  | 409  | 443  | 395  | 372  | 383  | 310  |

| 1962 | 1968 | 1975 | 1982 | 1990 | 1999 | 2006 | 2008 | 2013 |
| ---- | ---- | ---- | ---- | ---- | ---- | ---- | ---- | ---- |
| 320  | 300  | 231  | 222  | 237  | 199  | 209  | 212  | 191  |

| 2018 | 2022 | - | - | - | - | - | - | - |
| ---- | ---- | - | - | - | - | - | - | - |
| 174  | 167  | - | - | - | - | - | - | - |

## Lieux et monuments
Le finage de la commune est couvert de forêts où prennent naissance de nombreuses sources (certaines seraient miraculeuses[réf. nécessaire]). Il y a également une statue de la Madone ainsi que la chapelle Sainte-Anne datant de XIIe siècle. En suivant le ruisseau qui traverse le village, on accède aux anciens lavoirs. Près du cimetière où plusieurs soldats de la Première Guerre mondiale reposent se situe l'église Saint-Maurice construite en 1737-1739.
- Église Saint-Maurice de Cunfin.
- Chapelle Sainte-Anne de Cunfin.

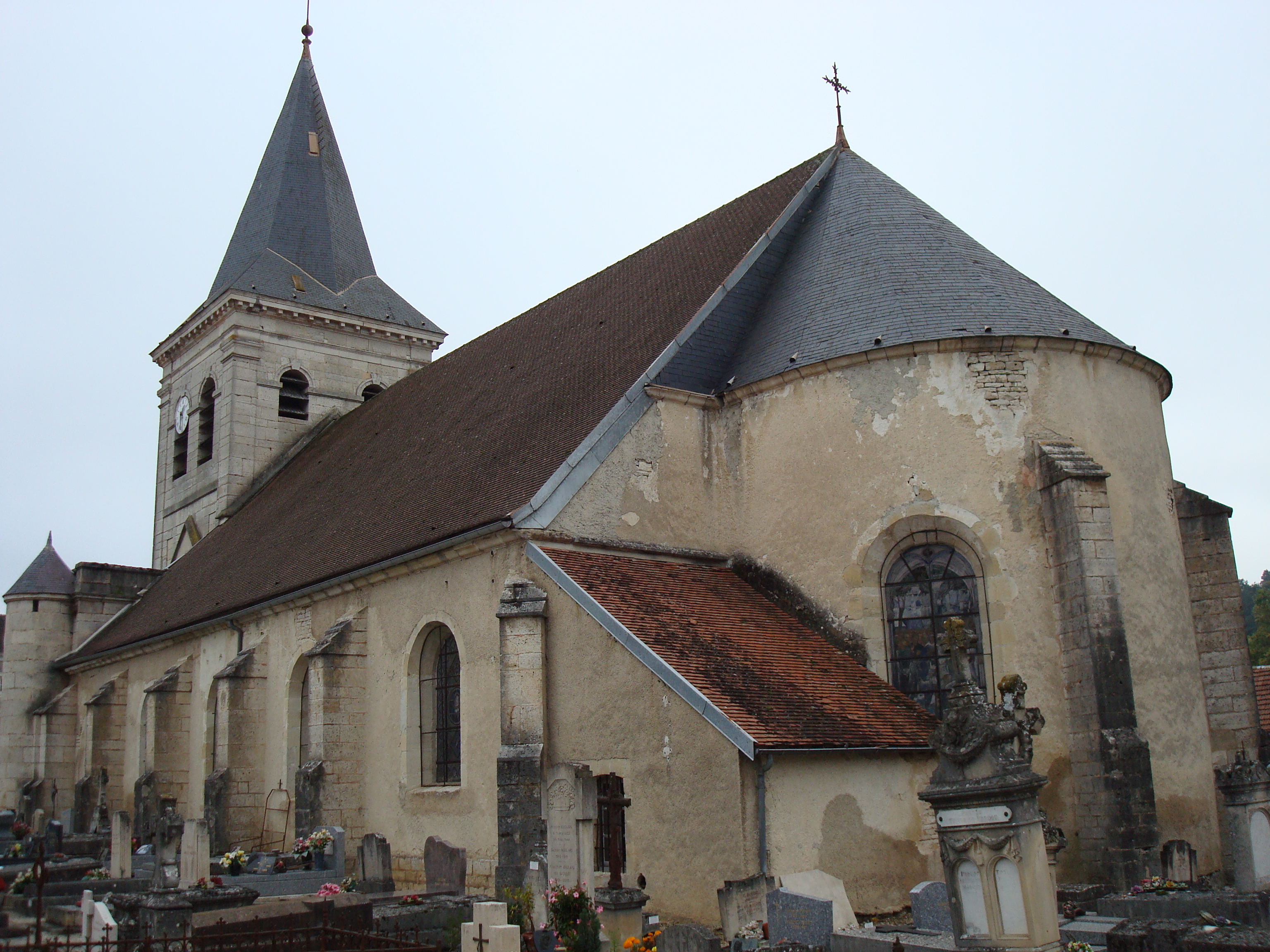
L'église.
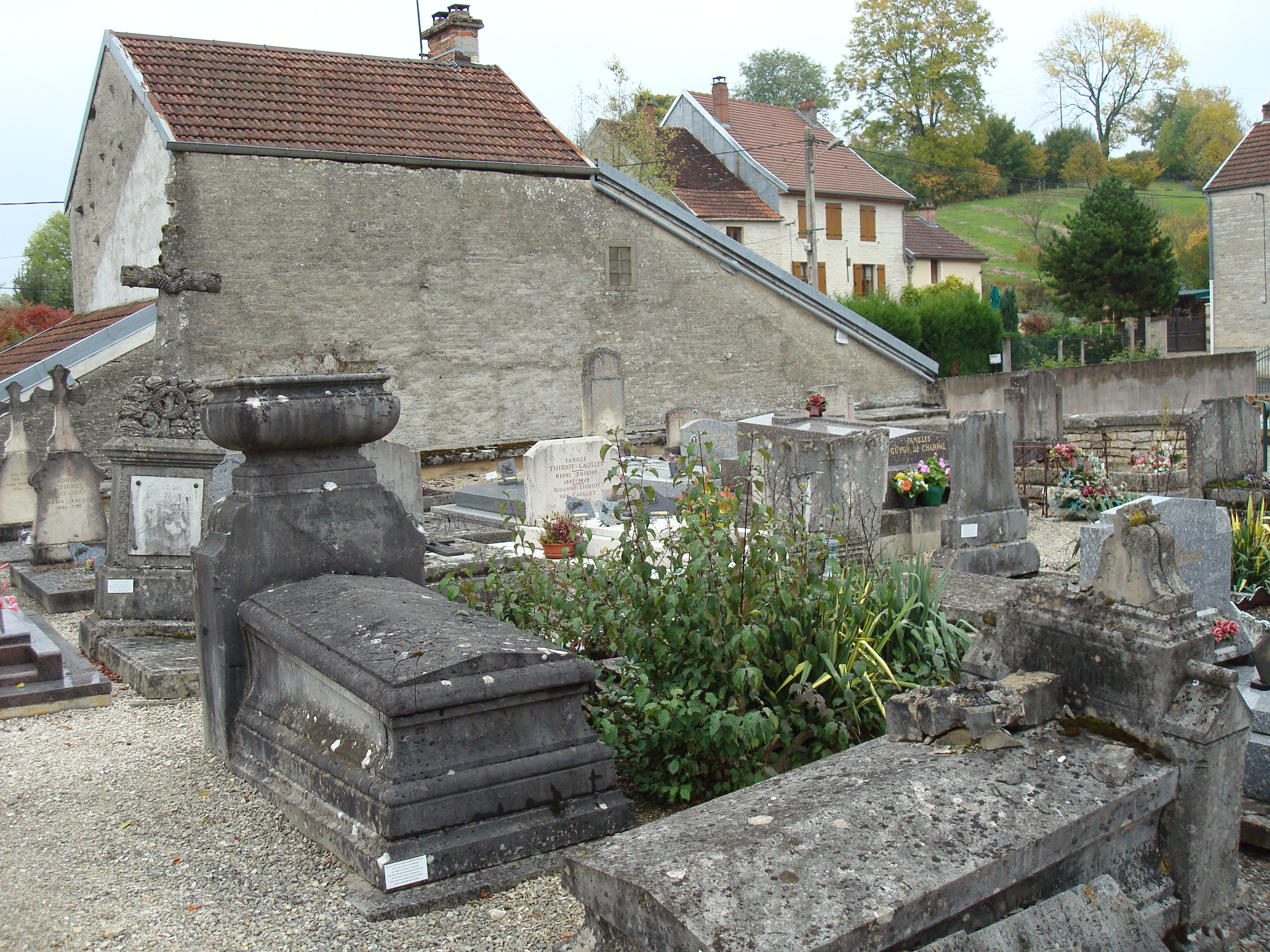
Une vue du cimetière.
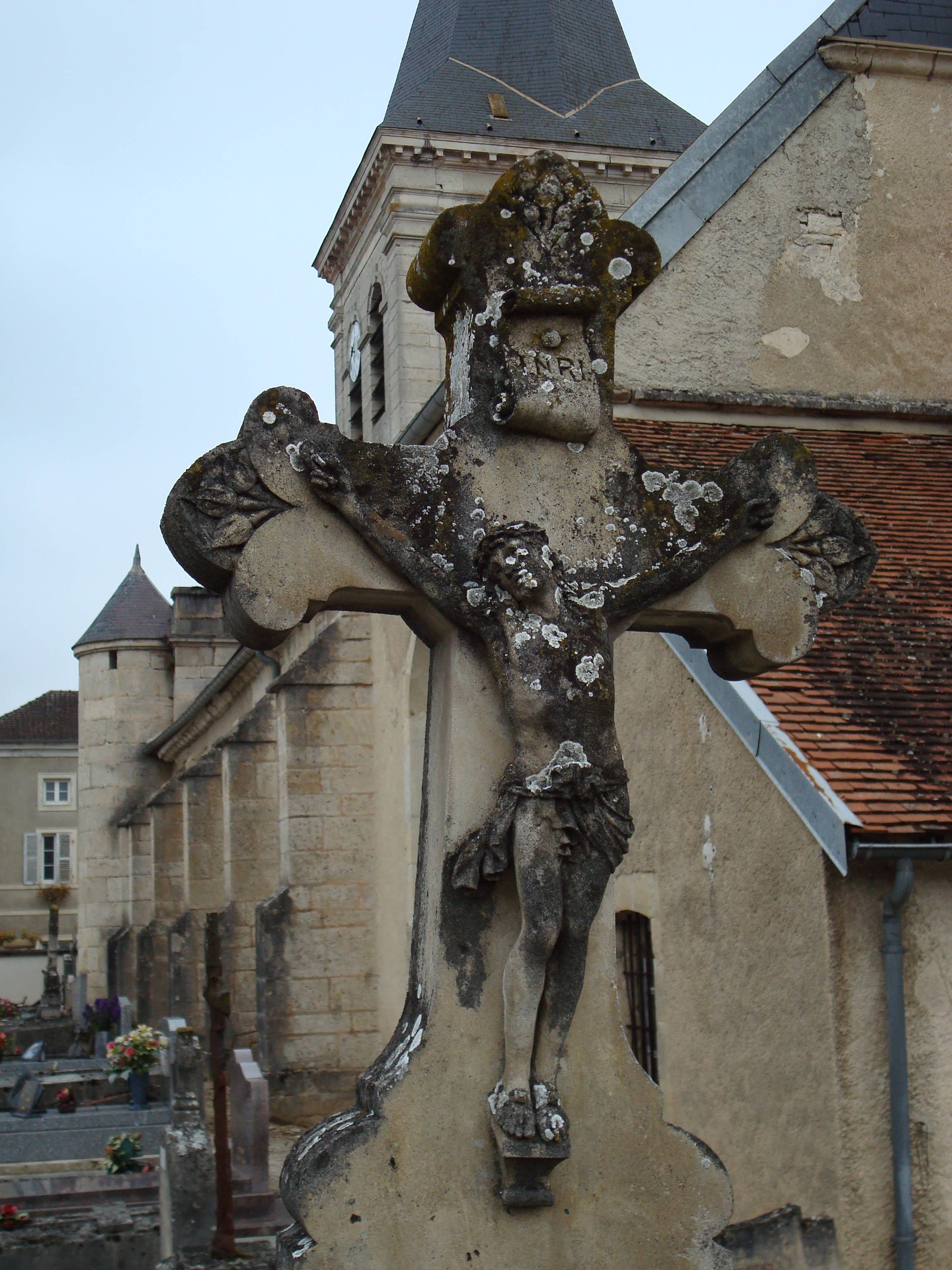
Croix de cimetière.
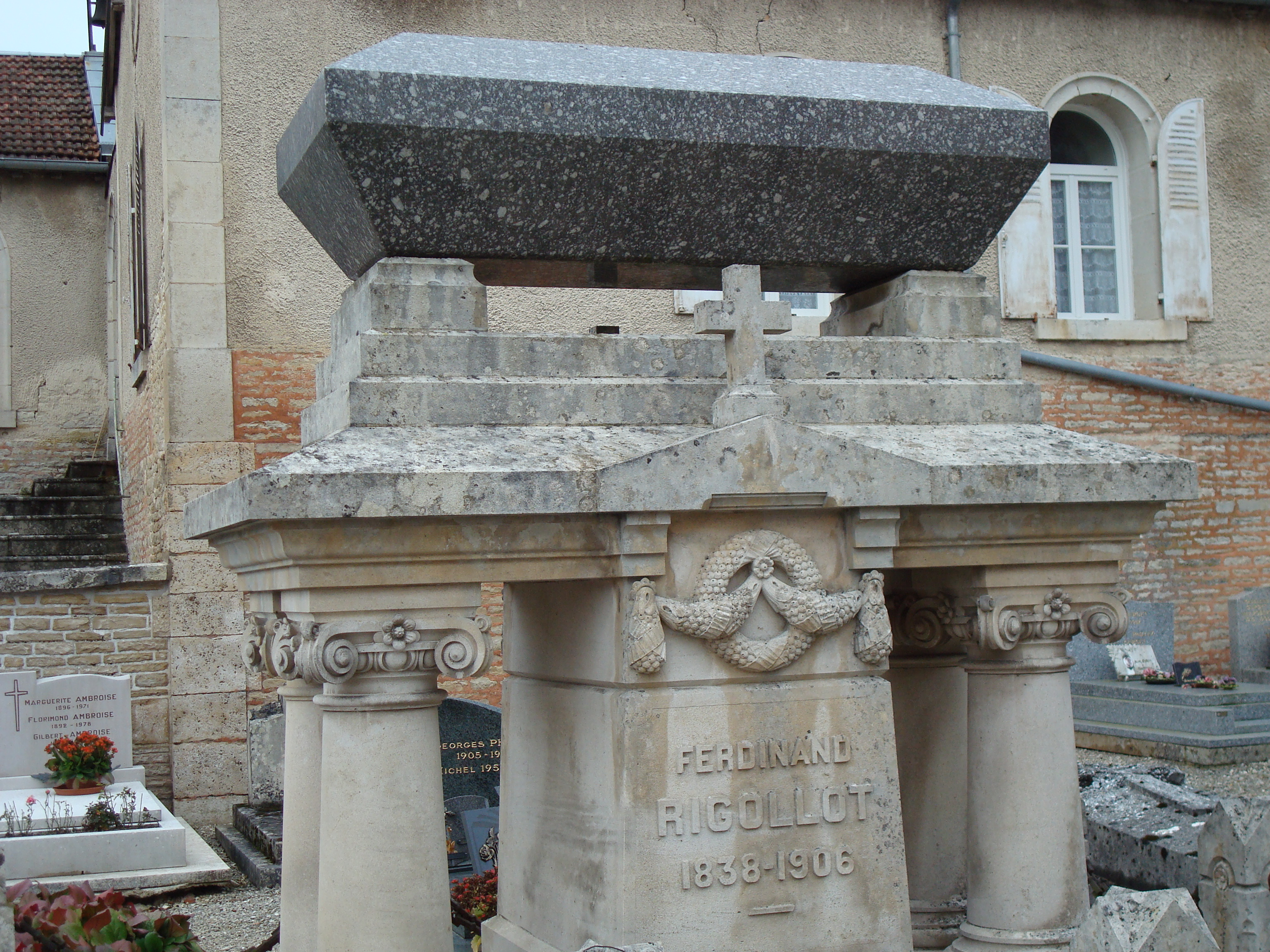
Le cimetière.
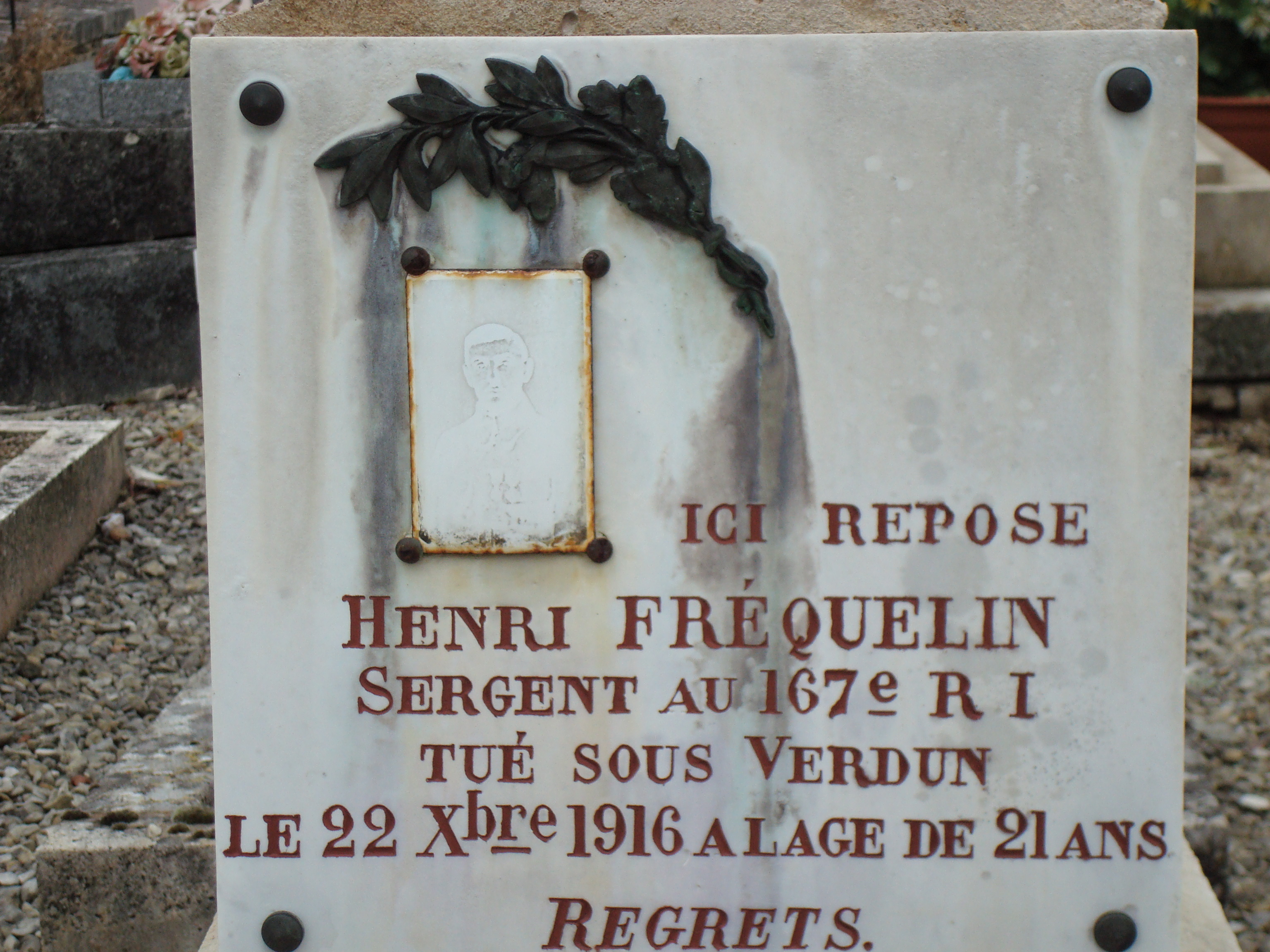
Tombe d'un soldat tué à Verdun.
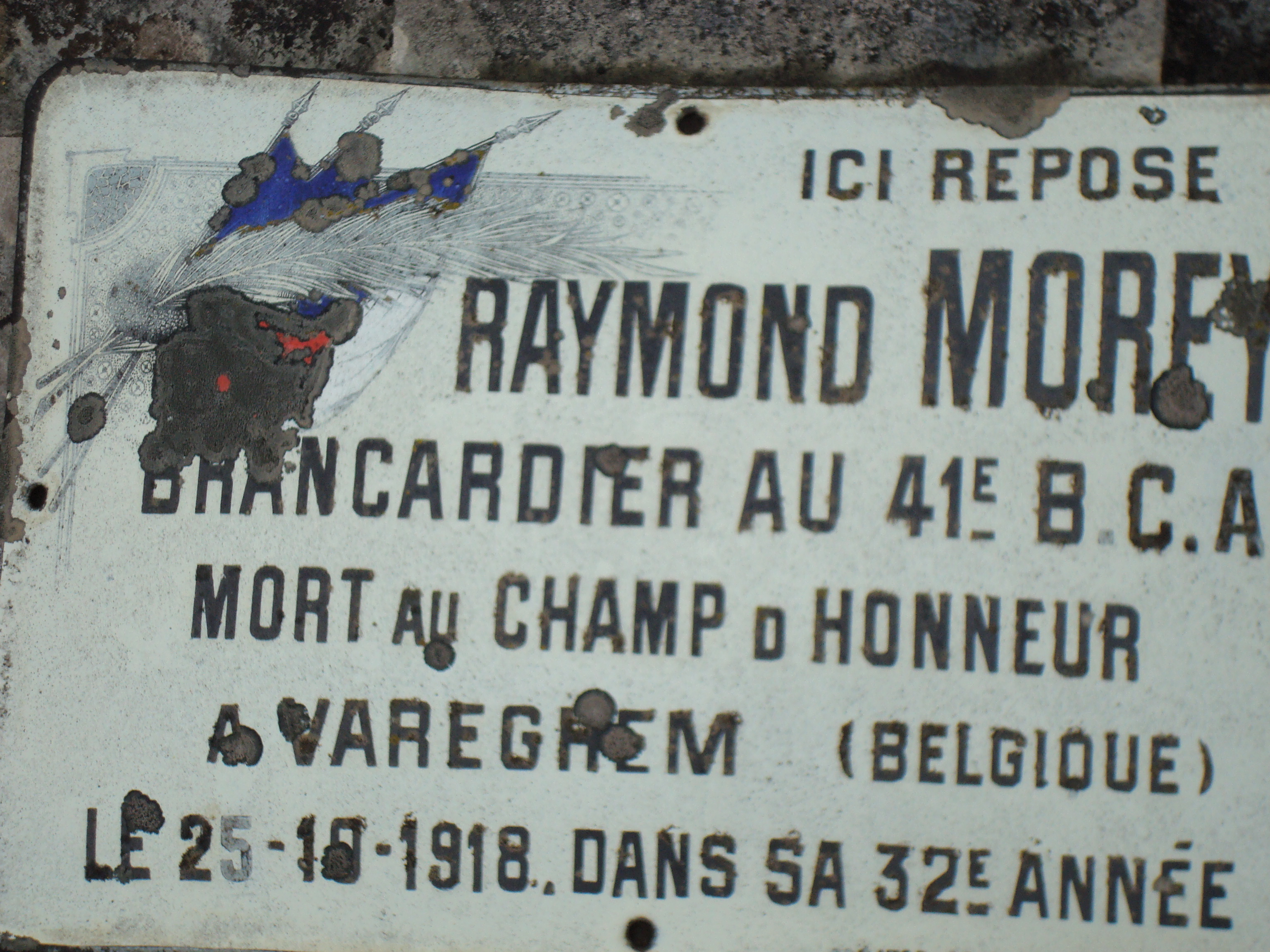
Tombe d'un soldat tué en Belgique.
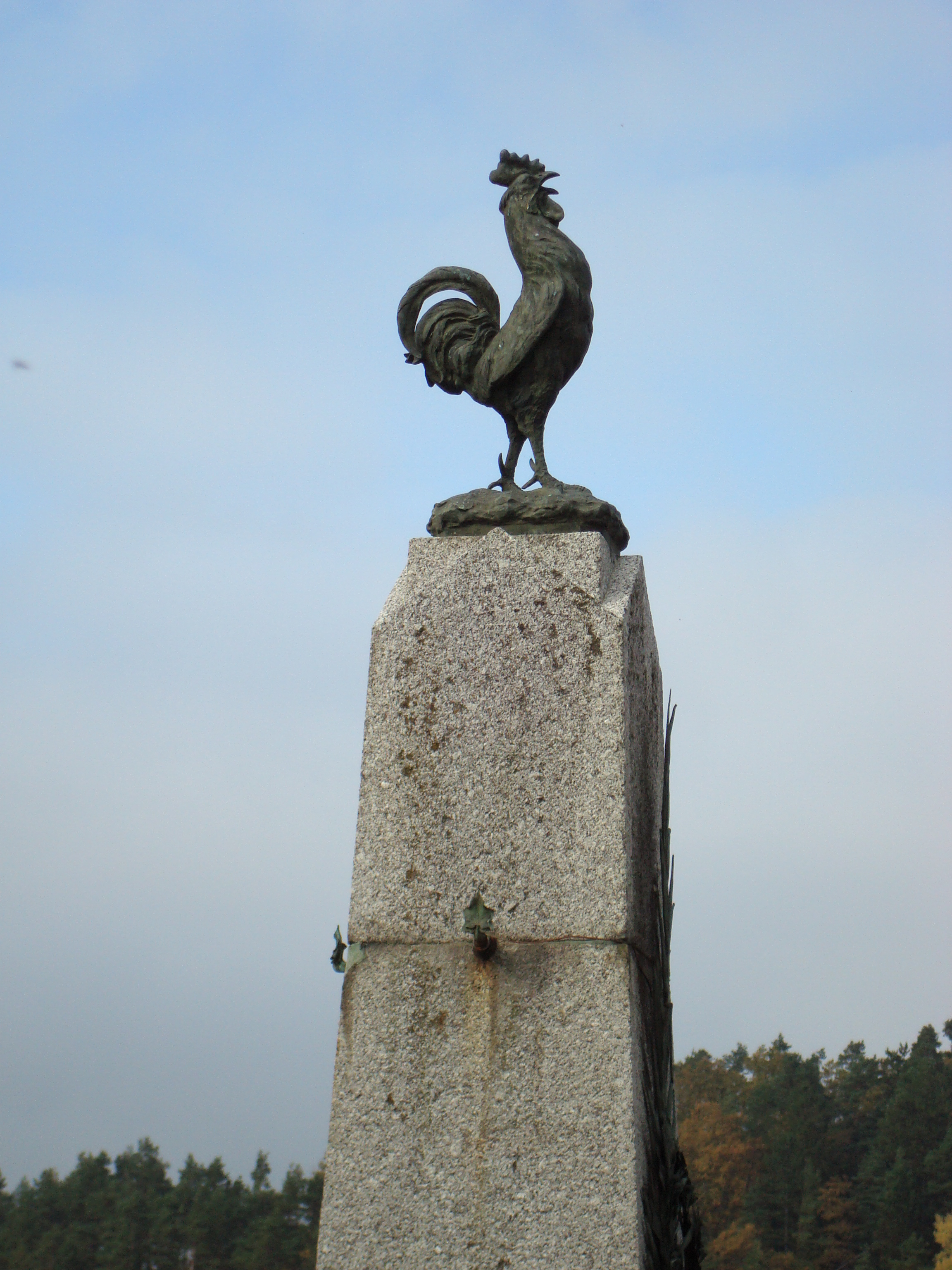
Monument aux morts.

## Personnalités liées à la commune
- L'abbé Maurice Tynturié[réf. nécessaire].
- Bernard de Clairvaux qui passa à Cunfin et prêcha sous un chêne majestueux à côté de la chapelle Sainte-Anne[réf. nécessaire].
- Joseph Raybaudi, instituteur de 1962 à 1967 (avec son épouse Michèle Raybaudi également institutrice). Il créa à Cunfin une des toutes premières MJC (Maison des Jeunes et de la Culture) du département et organisa un camp de vacances en Provence (à Coudoux) pour les enfants de l'école publique.